# 샤진현

샤진현(한국어: 하진현, 중국어: 夏津县, 병음: Xiàjīn Xiàn)은 중화인민공화국 산둥성 더저우 시의 현급 행정구역이다. 경제는 주로 면화, 밀, 옥수수 농업이다. 넓이는 882km2이고, 인구는 2007년 기준으로 500,000명이다.

## 행정 구역
2개 가도, 10개 진, 2개 향을 관할한다.
- 가도: 银城街道 , 北城街道
- 진: 南城镇 , 苏留庄镇 , 新盛店镇 , 雷集镇 , 郑保屯镇 , 白马湖镇 , 东李官屯镇 , 宋楼镇 , 香赵庄镇 , 双庙镇
- 향: 渡口驿乡 , 田庄乡